# Haras El Hodoud SC
El Haras El Hodoud Sporting Club (àrab: نادي حرس الحدود الرياضي, Nādī Ḥaras al-Ḥudūd ar-Riyāḍī, ‘Club Esportiu de la Guàrdia de Fronteres’) és un club egipci de futbol de la ciutat d'Alexandria. Antigament fou conegut com a Sawahel (àrab: سواحل, Sawāḥil, ‘Costes’).

## Palmarès
- Copa egípcia de futbol: [2]
  - 2008-09, 2009-10
- Supercopa egípcia de futbol:
  - 2009